# Reclusão de meninas na puberdade
A reclusão de meninas na puberdade tem sido praticada em sociedades de todo o mundo, especialmente antes do início do século XX. Nessas culturas, a puberdade das meninas tinha mais peso do que a dos meninos, devido à menstruação, ao potencial reprodutivo e às ideias de purificação ritual ligadas ao poder sagrado do sangue. Essas sociedades praticavam diversos ritos de passagem, muitos dos quais perderam a forma original ou desapareceram com o surgimento de tendências modernas, como a industrialização.

## Ritos

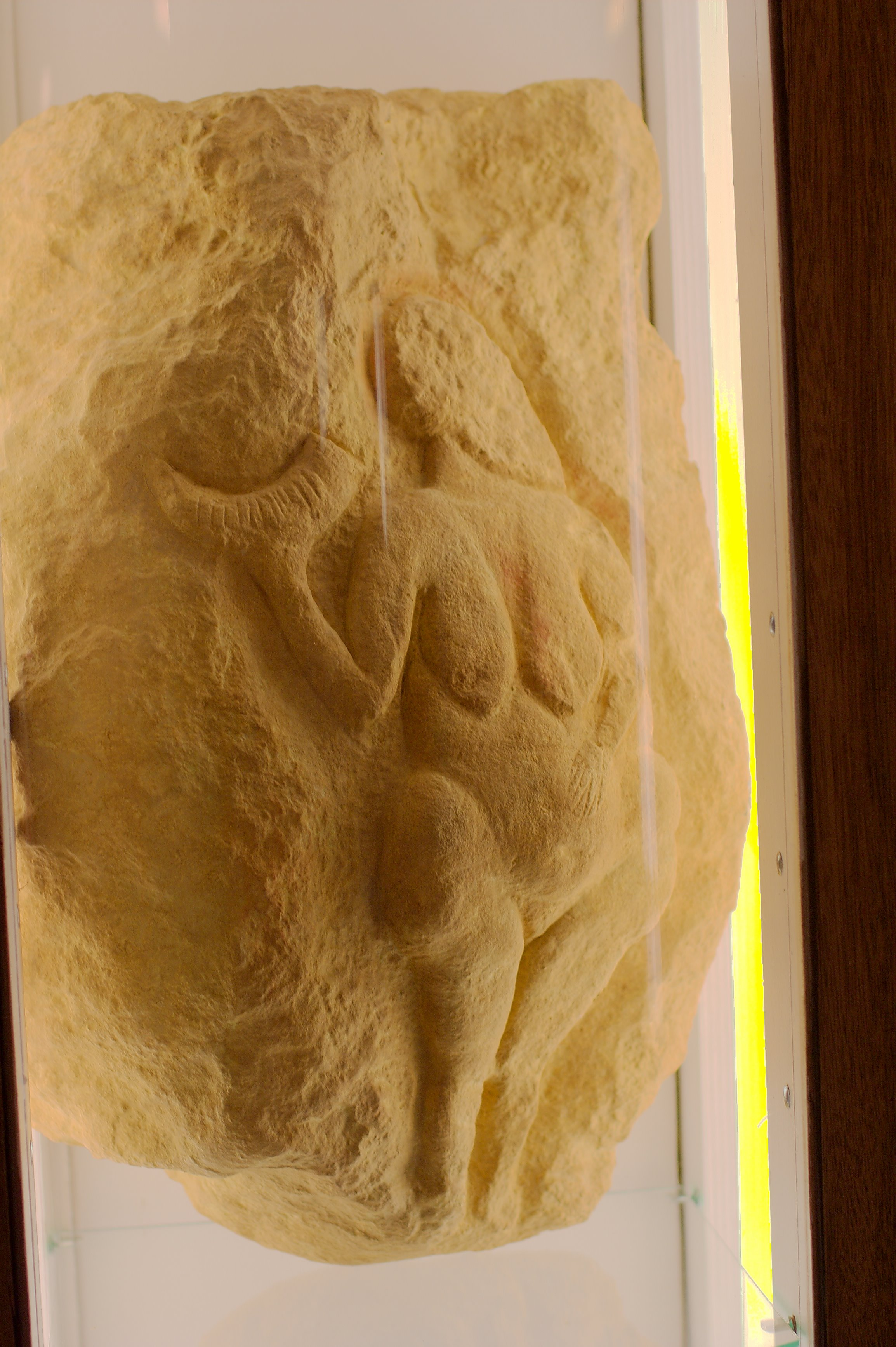
Vênus de Laussel

Duas regras eram comuns na reclusão de meninas adolescentes: a menina não devia tocar o chão nem ver o sol. Segundo Sir James George Frazer, essas regras também valiam para reis divinos e sacerdotes, carregados pelos subordinados que andavam sobre tapeçaria ou carpete. Pesquisadores especulam que as estatuetas paleolíticas de Vênus se relacionam a esses ritos de puberdade, pois não têm feições faciais (não veem o sol), apresentam pernas afiladas sem pés (não tocam o chão) e adiposidade (decorrente da reclusão).
Entre os ritos de puberdade descritos por Frazer, muitos seguiam essas regras:
Quando uma menina de tribos zulus na África do Sul apresentava os primeiros sinais de puberdade, ela cobria a cabeça com uma manta e se escondia entre os juncos à beira do rio até o pôr do sol. Depois, permanecia em uma cabana por um tempo antes de voltar à comunidade.
Na Ilha de Nova Irlanda e no distrito de Kabadi em Nova Guiné, meninas na puberdade eram mantidas em reclusão dentro de casa por vários anos.
Em muitas sociedades, incluindo os brâmanes de Bengala, meninas na puberdade não podiam ver nenhum homem, nem sequer parentes. Os nativos americanos da Califórnia não permitiam que meninas em sua primeira menstruação “olhassem ao redor”.
Entre os Tiyan de Malabar, essas meninas não podiam avistar uma vaca nem tocar “qualquer outra pessoa, árvore ou planta”.
Entre os Tukuna da porção noroeste da Amazônia, a menina na puberdade era isolada por cerca de três meses enquanto se preparava a cerimônia. Nesse período, acreditava-se que ela “é suscetível a todo tipo de poder sobrenatural”:50–52
Frazer associava o mito grego de Dânae, mantida em reclusão pelo pai e engravidada por Zeus, aos ritos de puberdade das meninas.:602 Lincoln também vê paralelos entre o mito do rapto de Perséfone e a reclusão na puberdade. Para ele, a reclusão das meninas Tukuna pode ser vista como “estar no submundo”.:77

## Razões para a reclusão

### Preparação para a vida adulta feminina
Esses ritos de reclusão ligam-se à preparação social das meninas para a condição de mulher e seus papéis como esposas e mães. Durante o isolamento, eram instruídas por mulheres mais velhas sobre suas futuras funções.

### Superstição
Frazer afirma que o motivo das práticas de reclusão era o “medo profundamente enraizado” do “sangue menstrual”. A primeira menstruação causava mais temor do que ciclos posteriores. Esses medos vinham mais da superstição associada ao poder sagrado do sangue do que de questões higiênicas ou do contágio de doenças.
Entre os Apache, “as meninas adolescentes não são segregadas como fontes de perigo, mas lhes rendem homenagem como fontes diretas de bênção sobrenatural”. Uma menina em sua primeira menstruação era vista como possuidora de “um grau de poder sobrenatural” que, embora não totalmente malévolo, ainda evocava o “poder do mal”.
Os Bosquímanos da África do Sul acreditavam que fazer contato visual com uma menina nesse período faria os homens “ficarem imóveis na posição em que se encontrassem”.
Em sociedades anteriores, algumas meninas na puberdade exibiam comportamentos incomuns, gerando superstições. Tais comportamentos podiam ter várias causas; por exemplo, meninas em puberdade são mais propensas a episódios depressivos que meninos da mesma idade. Registros históricos indicam também que podiam ser vítimas de relacionamentos incestuosos e abuso, desencadeando comportamentos atípicos.

## Leituras adicionais
Balder The Beautiful: Vol. I de Sir James George Frazer
Rigby, Peter (1967). «The Structural Context of Girls' Puberty Rites». Man. 2 (3): 434–444. ISSN 0025-1496. JSTOR 2798730. doi:10.2307/2798730
The adolescent girl among primitive people – dissertação apresentada para obtenção do grau de Doutor em Filosofia por Miriam Van Waters